# SS 무라타
SS 무라타(Società Sportiva Murata)는 산마리노의 산마리노 시를 연고로 하는 축구 클럽팀이다. 무라타는 1966년에 창단되었고, 현재 산마리노 풋볼챔피언십의 B조에 참가하고 있다.
무라타는 2005-06시즌에 B조 1위로 마친 후에 챔피언십 플레이오프에 진출하여 처음으로 산마리노 리그 우승을 하였다. 그리고 다음 해에는 B조 3위로 플레이오프에 진출하여 또 한번 우승을 차지하였다. UEFA가 2007-08시즌부터 산마리노 챔피언에게 UEFA 챔피언스리그 예선1회전 출전권을 부여함에 따라 무라타는 산마리노 클럽 가운데 최초로 챔피언스리그에 참가하는 팀이 되었다. 그리하여 2007년 7월 17일 예선1회전에서 핀란드의 탐페레 유나이티드와 대결을 하였는데, 2전 2패 1득 4실로 탈락하고 말았다.
비록 유럽대회에서 성공적인 모습을 보여주지는 못했지만, 무라타는 현재 유럽 대회에 출전한 산마리노 팀 가운데 최다 득점 기록 (2골)을 가지고 있다. 한골은 챔피언스리그에서 득점하였고, 다른 한 골은 UEFA컵에서 득점하였다.

## 역대 성적
- 산마리노 풋볼챔피언십

우승 (2) : 2005-06, 2006-07
준우승 (1) : 2004-05
- 코파 타티아노

우승 (2) : 1997, 2007
- 산마리노 연방 트로피 (일종의 슈퍼컵)

우승 (1) : 2005-06